# Steudnera capitellata
Steudnera capitellata är en kallaväxtart som beskrevs av Joseph Dalton Hooker. Steudnera capitellata ingår i släktet Steudnera och familjen kallaväxter.
Artens utbredningsområde är Burma. Inga underarter finns listade.